# Acordo de Cvetković–Maček

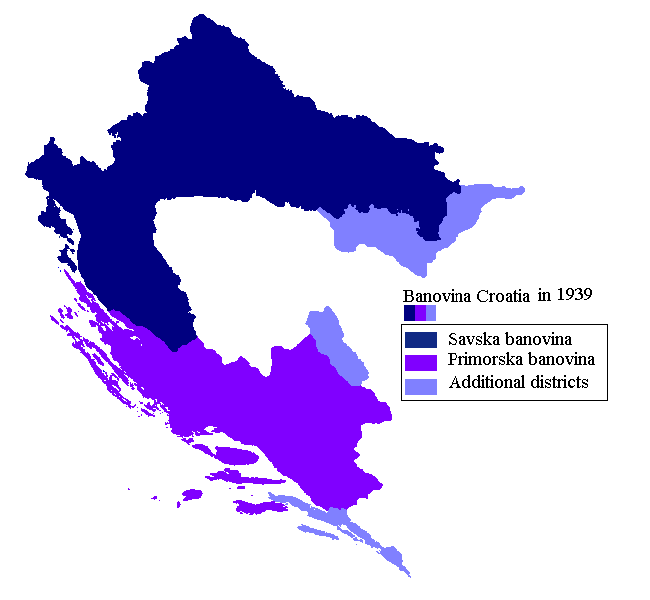
Ao criar a Banovina da Croácia em 1939, o regime queria resolver a questão croata na Iugoslávia.

O Acordo de Cvetković–Maček (em croata:  Sporazum Cvetković-Maček; em sérvio:  Споразум Цветковић-Мачек/Sporazum Cvetković-Maček) foi um acordo político sobre as divisões internas do Reino da Iugoslávia que foi feito em 23 de agosto de 1939 pelo primeiro-ministro iugoslavo Dragiša Cvetković, e Vladko Maček, um político croata. O acordo estabeleceu a Banovina da Croácia e foi, especificamente, destinado a englobar tantos croatas quanto possível, criando, efetivamente, um Estado sub-croata na Iugoslávia, pelo qual políticos croatas lutavam desde a fundação do Reino da Iugoslávia em 1918.
O acordo tornou-se obsoleto em abril de 1941, quando a Alemanha invadiu a Croácia e estabeleceu o Estado Independente da Croácia, dando aos croatas uma independência de facto. Em 25 de novembro de 1943, um encontro do movimento anti-fascista de libertação da Bósnia e Herzegovina (ZAVNOBiH) foi realizado em Mrkonjić Grad e presidido por Josip Broz Tito. A reunião definiu um plano para as divisões internas da Iugoslávia pós-libertação o qual consistia na divisão em seis repúblicas, acabando, assim, com quaisquer divisões pré-guerra e estabelecendo repúblicas não-étnicas. Devido a isso, em 25 de novembro é comemorado como o dia de soberania na Bósnia e Herzegovina.[carece de fontes?]